# Associazione Sportiva Cosenza 1975-1976
Questa voce raccoglie le informazioni riguardanti l'Associazione Sportiva Cosenza nelle competizioni ufficiali della stagione 1975-1976.

## Rosa
| N. |                   | Ruolo | Calciatore             |
| -- | ----------------- | ----- | ---------------------- |
|    | Italia (bandiera) | A     | Bacchiocchi Gioacchino |
|    | Italia (bandiera) | C     | Roberto Bacilieri      |
|    | Italia (bandiera) |       | G. Bertini             |
|    | Italia (bandiera) | D     | Libero Bompani         |
|    | Italia (bandiera) | C     | Mario Caligiuri        |
|    | Italia (bandiera) | C     | Alberto Canetti        |
|    | Italia (bandiera) | C     | Fedele Capuano         |
|    | Italia (bandiera) | D     | Sergio Codognato       |
|    | Italia (bandiera) | A     | Pietro Cracchiolo      |
|    | Italia (bandiera) | A     | Emanuele Curcio        |
|    | Italia (bandiera) | C     | Sergio Gardini         |
|    | Italia (bandiera) | C     | Ferdinando Gavernini   |
|    | Italia (bandiera) | P     | Paolo Giusti           |

| N. |                   | Ruolo | Calciatore         |
| -- | ----------------- | ----- | ------------------ |
|    | Italia (bandiera) | D     | Fernando Iazzolino |
|    | Italia (bandiera) | A     | Luigi Losio        |
|    | Italia (bandiera) | A     | Enrico Mandarino   |
|    | Italia (bandiera) | C     | Pietro Martino     |
|    | Italia (bandiera) | C     | Luigi Massimila    |
|    | Italia (bandiera) |       | Nicoletto          |
|    | Italia (bandiera) | C     | Mauro Pantani      |
|    | Italia (bandiera) | C     | Aldo Pasquino      |
|    | Italia (bandiera) | D     | Franco Pavoni      |
|    | Italia (bandiera) |       | Rabacchin          |
|    | Italia (bandiera) | P     | Gino Rulli         |
|    | Italia (bandiera) | A     | Vincenzo Savino    |
|    | Italia (bandiera) | A     | Lino Villa         |